# شعار نبالة تولون
شعار النبالة لتولون هو درع من اللازورد مع صليب من الذهب. يمثل الصليب الحروب الصليبية في الأراضي المقدسة وصليب المسيح.

## أصول
يعود أول تمثيل لشعار النبالة الحالي بألوان المدينة إلى عام 1494 وعلى الرغم من أن النسخة بالأبيض والأسود كانت مؤرخة عام 1406، إلا أنه لم يُسجل رسميًا حتى عام 1697 بفضل مرسوم ملكي من الملك لويس الرابع عشر. 
في أعقاب الاضطرابات التي شهدها تاريخ فرنسا، تغير شعار النبالة عدة مرات في ظل الإمبراطوريتين، خلال فترة استعراش آل بوربون ولم تسترد المدينة شعار النبالة اللازوردي إلا مع الجمهورية الثالثة.

على جانبي الدرع غصن بلوط على اليمين وغصن غار على اليسار، متقاطعان ويرتبط بهما لافتة زرقاء اللون مكتوب عليها شعار المدينة:
كونكورديا بارفا كريسكونت (Concordia parva crescunt)، 
والتي تعني حرفيًا: بالانسجام يتم إنجاز أشياء عظيمة، أو وفقًا لشعار النبالة، بالانسجام تصبح الأشياء الصغيرة عظيمة. 

تحت شعار النبالة يتدلى صليب الحرب 1939-1945 الذي مٌنح للمدينة لأعمال المقاومة والقصف الذي تعرضت له. 

شعار النبالة في ظل مملكة فرنسا.
شعار النبالة في عهد الإمبراطورية الأولى.
شعار النبالة الحالي لمدينة تولون.